# 明日への讃歌〜Happy Song〜
「明日への讃歌〜Happy 2 Song〜」（あすへのさんか・ハッピー・ツー・ソング）は、2005年4月6日にR and Cから発売された、MBSラジオ「YOUNG PARK」内にてキングコングを中心に結成された音楽ユニット・難波兄弟の楽曲・1stシングル。規格品番：YRCN-10078。

## 解説
アリスの楽曲で2ndシングル「明日への讃歌」に、ラップの追加等を加え制作された、CD+DVDでの作品。DVDにはミュージック・ビデオとメイキング映像が収録されており、カラオケボックスが舞台になっている。

## 収録曲
全曲作詞：谷村新司・HIDEBOH　作曲：谷村新司・阿部渋一　編曲：阿部渋一

### CD
1. 明日への讃歌〜Happy 2 Song〜 New Edition [5:00]
2. 明日への讃歌〜Happy 2 Song〜 one（HIDEBOHによるダンスリミックス）[4:34]
3. 明日への讃歌〜Happy 2 Song〜 勝ち組Mix（ショートバージョン）[2:51]
4. 明日への讃歌〜Happy 2 Song〜 Instrumental[5:02]

### DVD
1. 明日への讃歌〜Happy  2 Song〜（ミュージック・ビデオ）
2. 明日への讃歌〜Happy  2 Song〜（メイキング映像）